# Список аеропортів Есватіні
|  | Службовий список статей, створений для координації робіт з розвитку теми. Це попередження не встановлюється на інформаційні списки і глосарії. |

Це список аеропортів Королівства Есватіні, відсортований за містом розташування.
| Місто      | Регіон    | ICAO      | IATA | Назва аеропорту | Координати                                                             |
| ---------- | --------- | --------- | ---- | --------------- | ---------------------------------------------------------------------- |
| Біг-Бенд   | Лубомбо   | FDUB      |      | Ранчо Убомбо    | 26°46′07″ пд. ш. 031°56′12″ сх. д. / 26.76861° пд. ш. 31.93667° сх. д. |
| Біг-Бенд   | Лубомбо   | FDBS      |      | Шуге Естейт     | 26°48′ пд. ш. 031°54′ сх. д. / 26.800° пд. ш. 31.900° сх. д.           |
| Біг-Бенд   | Лубомбо   | FDBT      |      | Тамбуті         | 26°44′ пд. ш. 031°46′ сх. д. / 26.733° пд. ш. 31.767° сх. д.           |
| Біг-Бенд   | Лубомбо   | FDBM      |      | Біг-Бенд Матата | 26°52′44″ пд. ш. 031°56′27″ сх. д. / 26.87889° пд. ш. 31.94083° сх. д. |
| Кубута     | Шіселвені | FDKS/FDKB |      | Кубута          | 26°52′ пд. ш. 031°29′ сх. д. / 26.867° пд. ш. 31.483° сх. д.           |
| Лавуміса   | Шіселвені | FDLV/FDGL |      | Лавуміса        | 27°19′ пд. ш. 031°53′ сх. д. / 27.317° пд. ш. 31.883° сх. д.           |
| Манзіні    | Манзіні   | FDMS      | MTS  | Матшафа         | 26°31′44″ пд. ш. 031°18′27″ сх. д. / 26.52889° пд. ш. 31.30750° сх. д. |
| Мбабане    | Хохо      | FDMB      | QMN  | Мбабане         | 26°31′44″ пд. ш. 031°18′27″ сх. д. / 26.52889° пд. ш. 31.30750° сх. д. |
| Мхлуме     | Лубомбо   | FDMH      |      | Мхлуме          | 26°1′ пд. ш. 031°48′ сх. д. / 26.017° пд. ш. 31.800° сх. д.            |
| Нгоніні    | Хохо      | FDHG      |      | Піґґс Пік       | 25°46′ пд. ш. 031°22′ сх. д. / 25.767° пд. ш. 31.367° сх. д.           |
| Нхлангано  | Шіселвені | FDNH/FDGD |      | Нхлангано       | 27°7′ пд. ш. 031°13′ сх. д. / 27.117° пд. ш. 31.217° сх. д.            |
| Нсоко      | Лубомбо   | FDNS      |      | Нсоко           | 27°01′06″ пд. ш. 031°56′07″ сх. д. / 27.01833° пд. ш. 31.93528° сх. д. |
| Сімуньє    | Лубомбо   | FDSM      |      | Сімуньє         | 26°11′46″ пд. ш. 031°55′48″ сх. д. / 26.19611° пд. ш. 31.93000° сх. д. |
| Сітекі     | Лубомбо   | FDST      |      | Сітекі          | 26°27′ пд. ш. 031°57′ сх. д. / 26.450° пд. ш. 31.950° сх. д.           |
| Тамбанкула | Лубомбо   | FDTM      |      | Тамбанкула      | 26°06′22″ пд. ш. 031°55′11″ сх. д. / 26.10611° пд. ш. 31.91972° сх. д. |
| Тжанені    | Лубомбо   | FDTS      |      | Тсханені        | 25°58′44″ пд. ш. 031°46′32″ сх. д. / 25.97889° пд. ш. 31.77556° сх. д. |

У 2010 році повинен бути відкритим новий аеропорт Сікхупхе, який повинен замінити Міжнародний аеропорт «Матшафа».